# Simshyttsjön
Simshyttsjön är en sjö i Säters kommun i Dalarna och ingår i Dalälvens huvudavrinningsområde. Vid provfiske har abborre och mört fångats i sjön.